# Famelica mirmidina
Famelica mirmidina là một loài ốc biển, là động vật thân mềm chân bụng sống ở biển trong họ Conidae.